# Dorymyrmex pogonius
La hormiga de cabeza roja (Dorymyrmex pogonius) es una especie de hormiga de la subfamilia Dolichoderinae.

## Descripción
Mide 0,7 a 1 cm de longitud. Su cabeza es de color rojo (de allí su nombre), aunque también este color se puede extender sobre parte del tórax, el cual junto con el abdomen son generalmente de color negro.
La base de su alimentación está constituida principalmente de granos y semillas, aunque también puede llegar a comer distintos tipos de insectos.

## Distribución y hábitat
En Chile se ha registrado su presencia en el Norte Chico.